# موزه آکروپولیس

یونانی‌ها امیدوارند، ساختمان جدید موزه آکروپولیس کمک کند تا بتوانند تندیس‌های مجموعه مرمرهای الگین را از موزه بریتانیا پس بگیرند.

موزه آکروپولیس (به یونانی: Μουσείο Ακροπόλεως)، بزرگ‌ترین موزه یونان و یکی از مهم‌ترین موزه‌های جهان در رابطه با آثار مربوط به تمدن یونان باستان است. موزه آکروپولیس بخش بزرگی از گنجینه و آثار باستانی مرتبط با اکتشافات مجموعه تاریخی آکروپولیس را در خود جای داده‌است.
موزه جدید آکروپولیس در تاریخ ۲۰ ژوئیه ۲۰۰۹ میلادی، افتتاح شد. این موزه در فاصله ۴۰۰ متری موزه قدیم قرار دارد.
یونان چند دهه است که تلاش می‌کند مجسمه‌ها و آثار حکاکی شده‌ای از معبد پارتنون را که در سال ۱۸۰۶ میلادی، توسط سفیر وقت بریتانیا در زمان امپراتوری عثمانی از این کشور خارج و به موزه بریتانیا منتقل شد را، از دولت بریتانیا بازپس بگیرد.

## نگارخانه

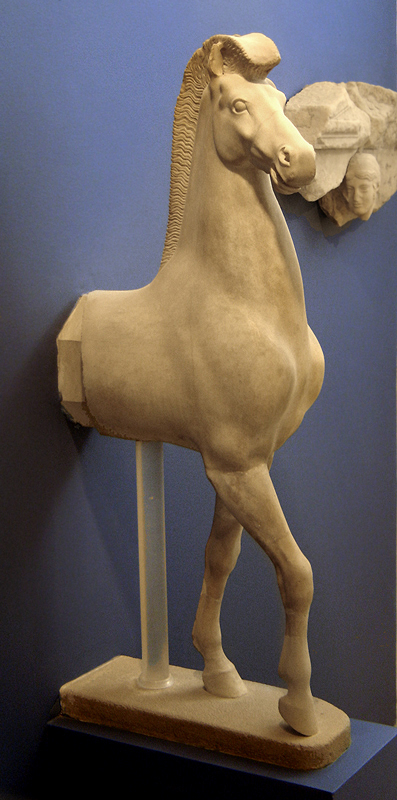
Horse (6th BC)
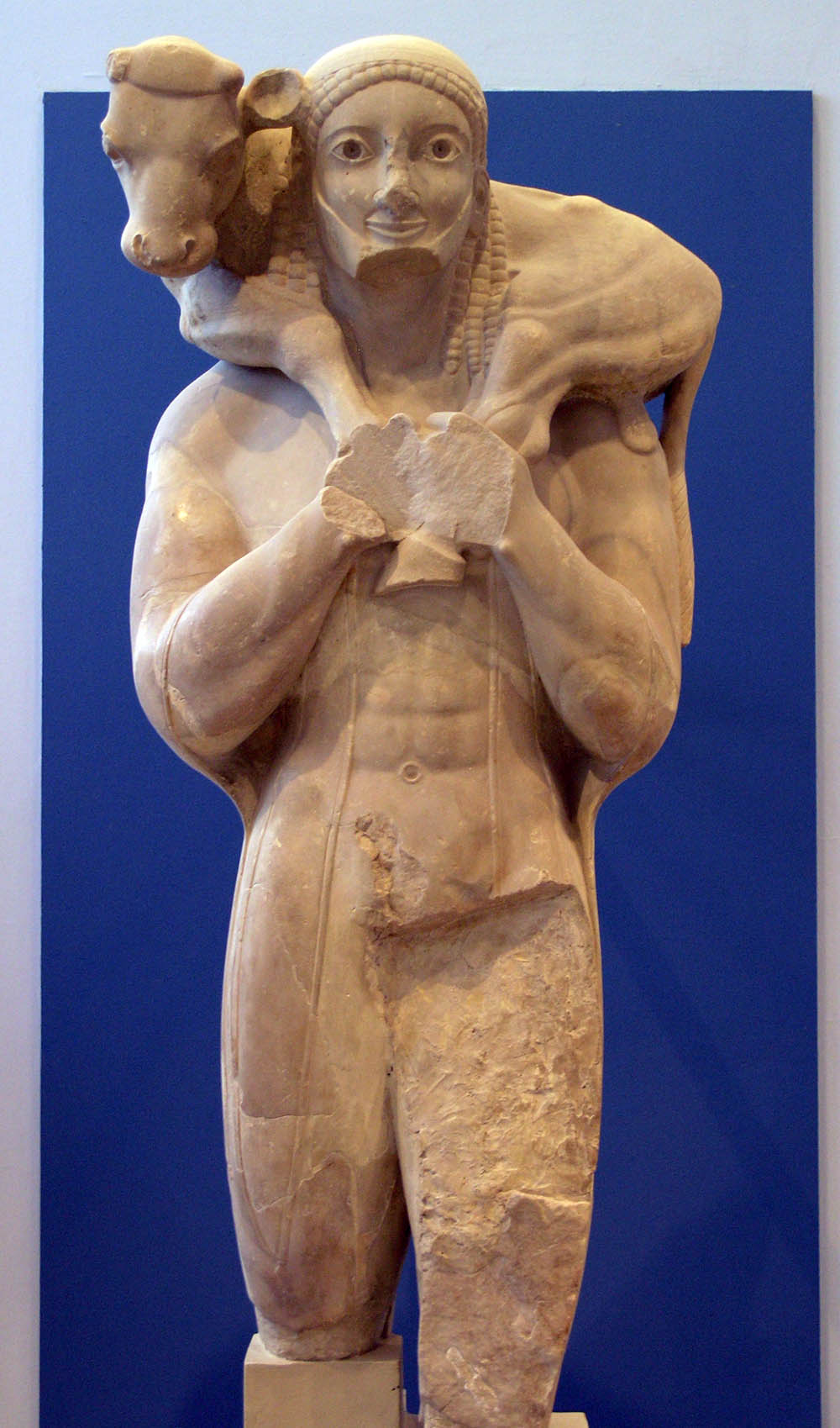
Moschophoros (560 BC)
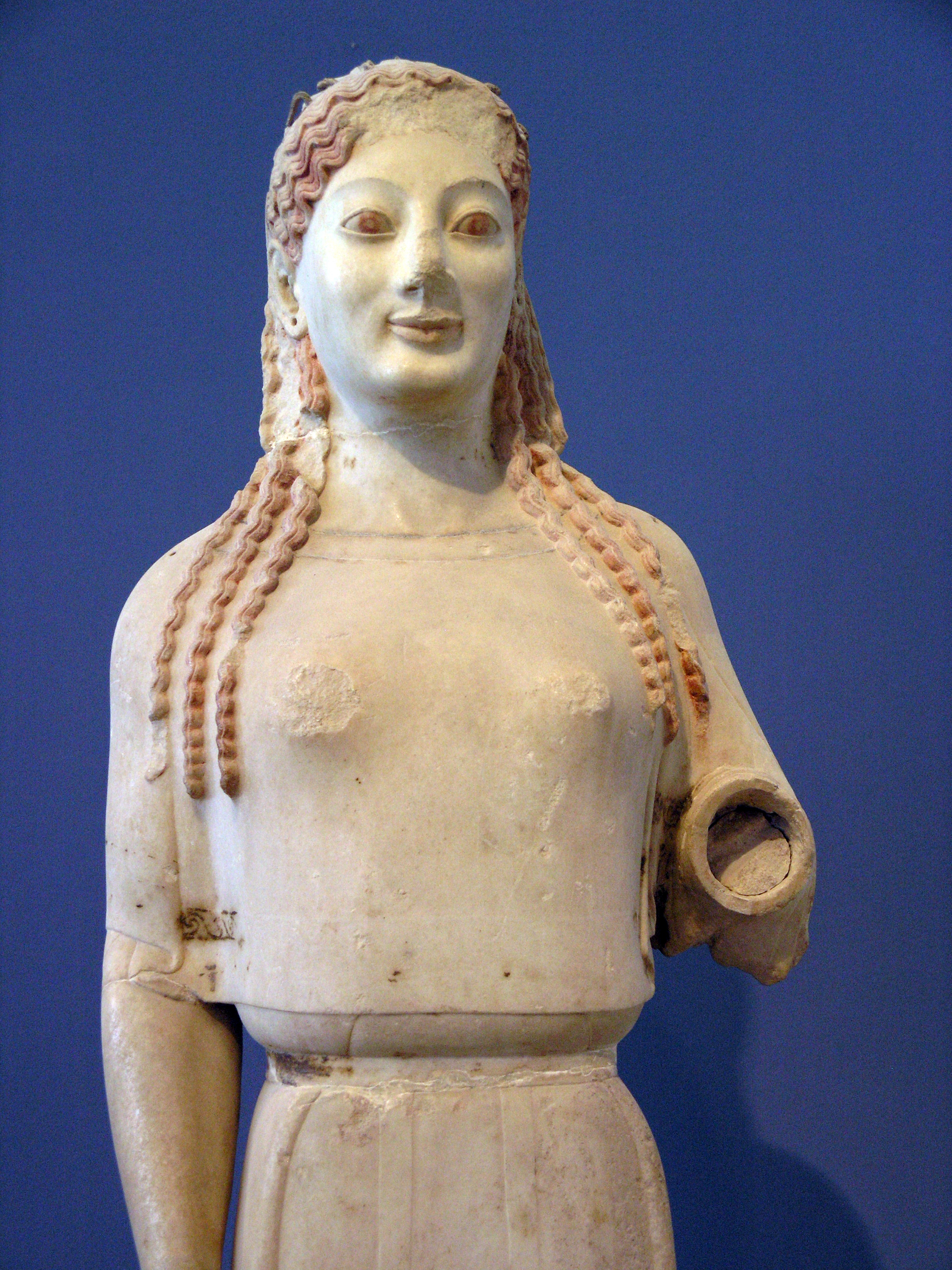
Peplos Kore (c.530 BC)
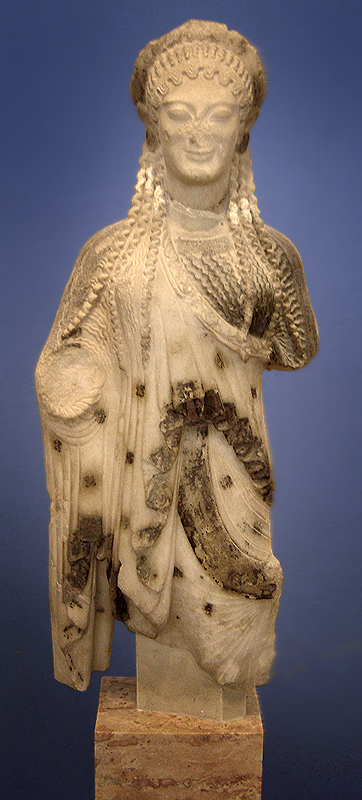
Acropolis Kore (510 BC)
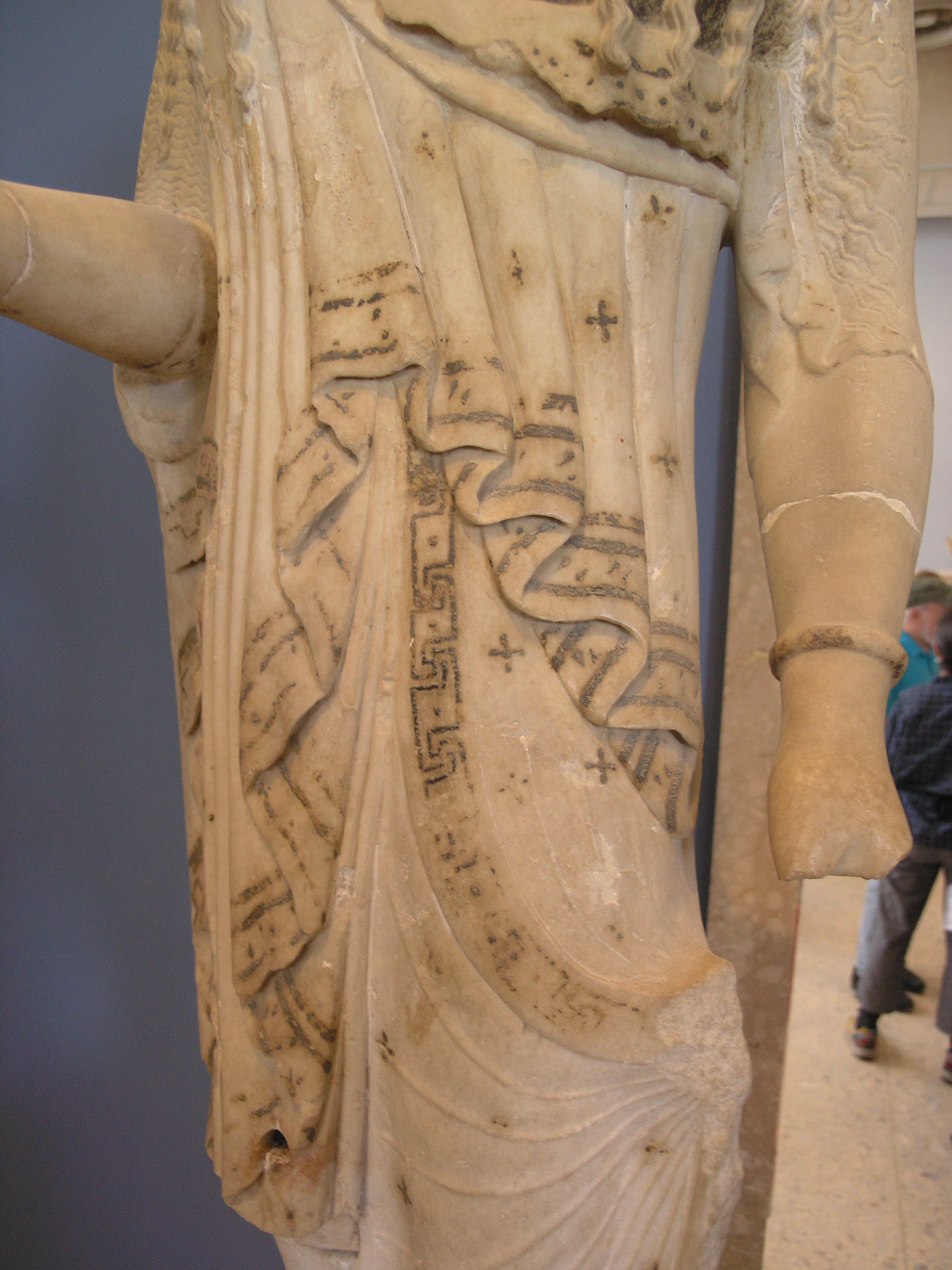
Detail of a Kore (530-520 BC)
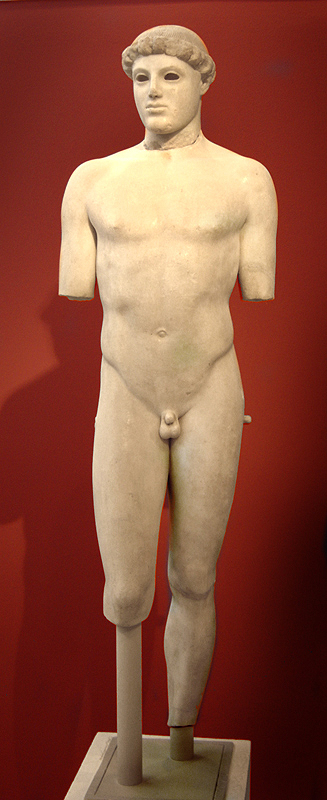
Kritios boy (c.480 BC)
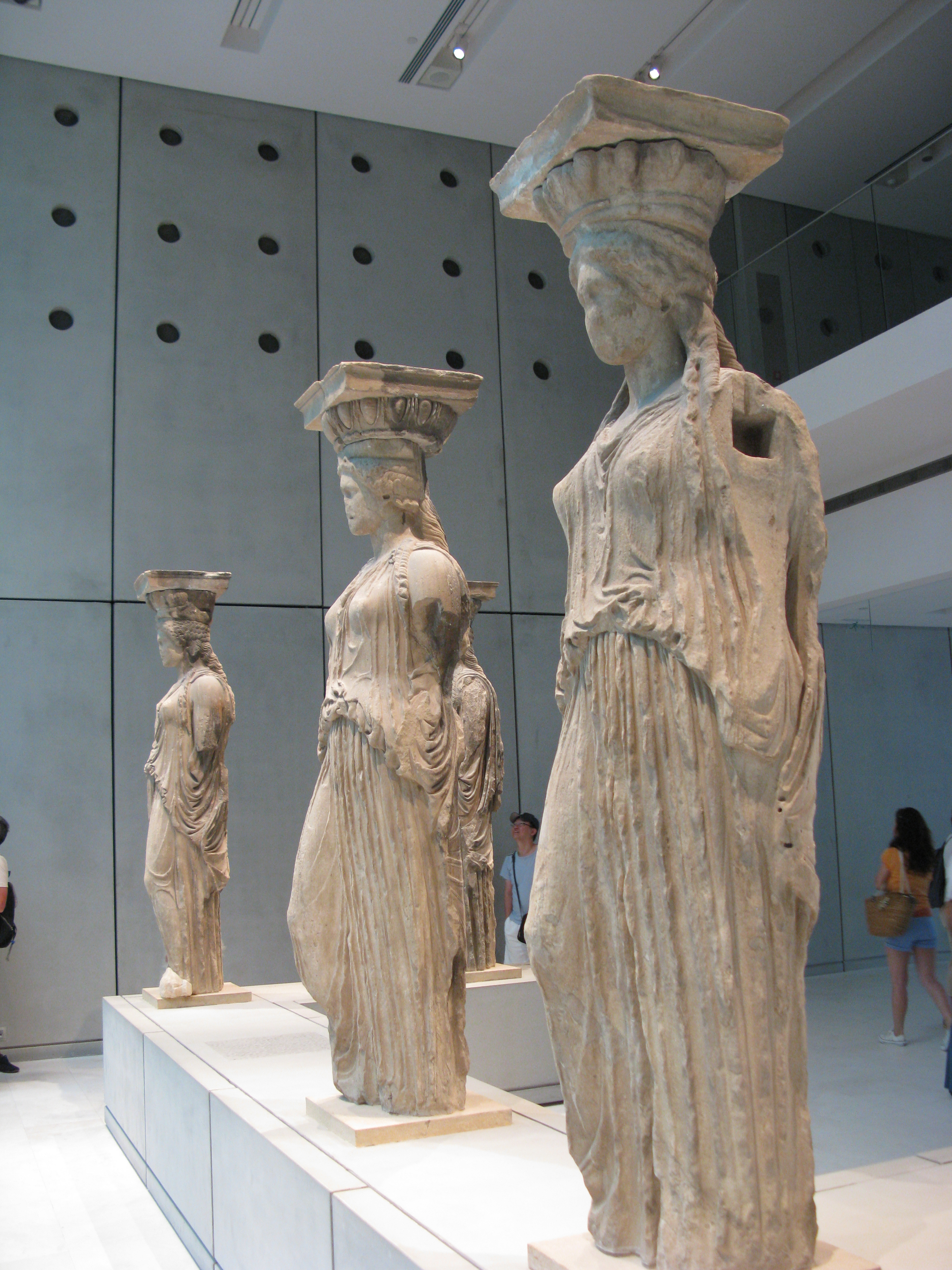
Caryatids of Erechtheum
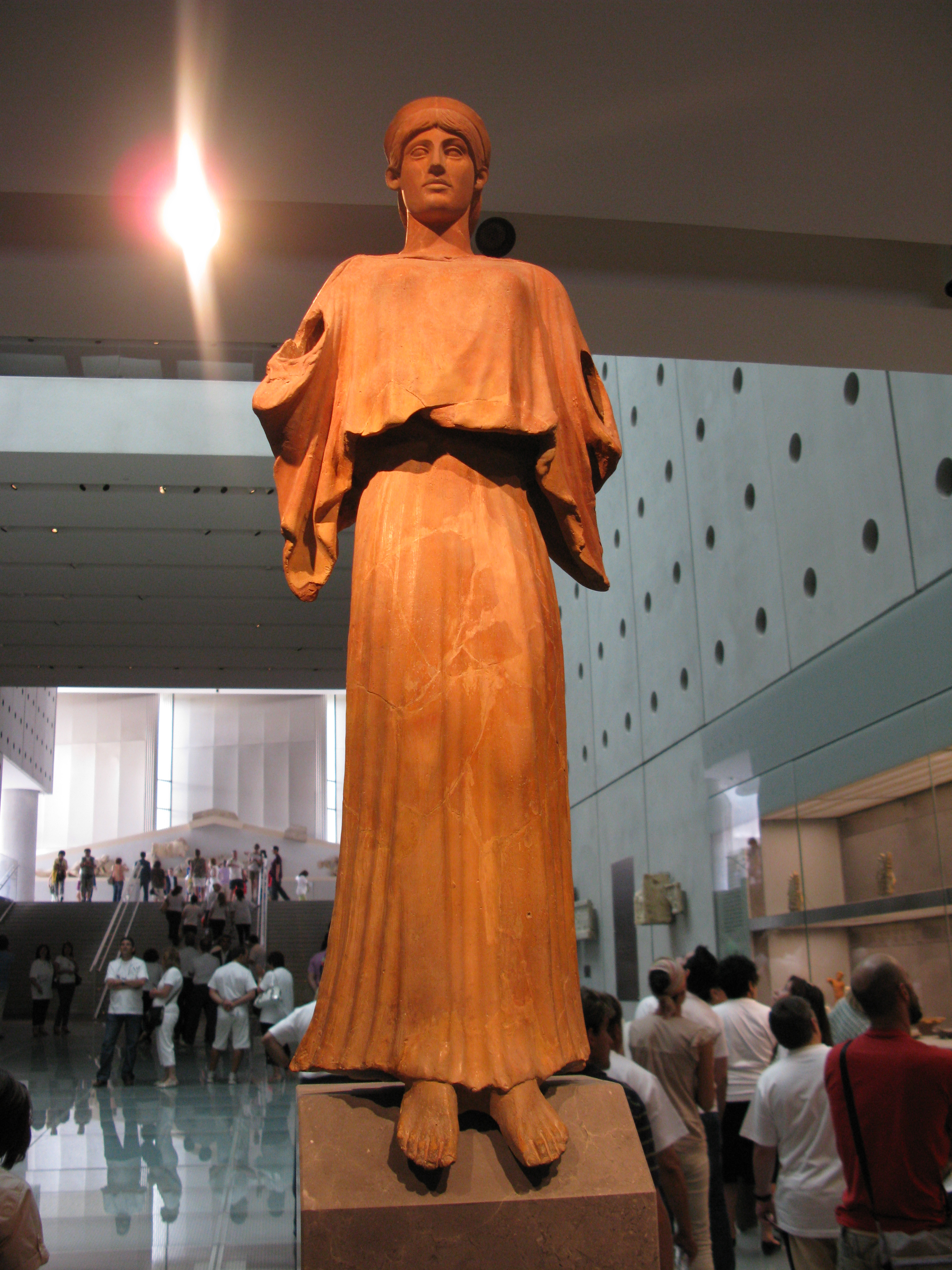
Goddess Nike (1st to 3rd century AD)
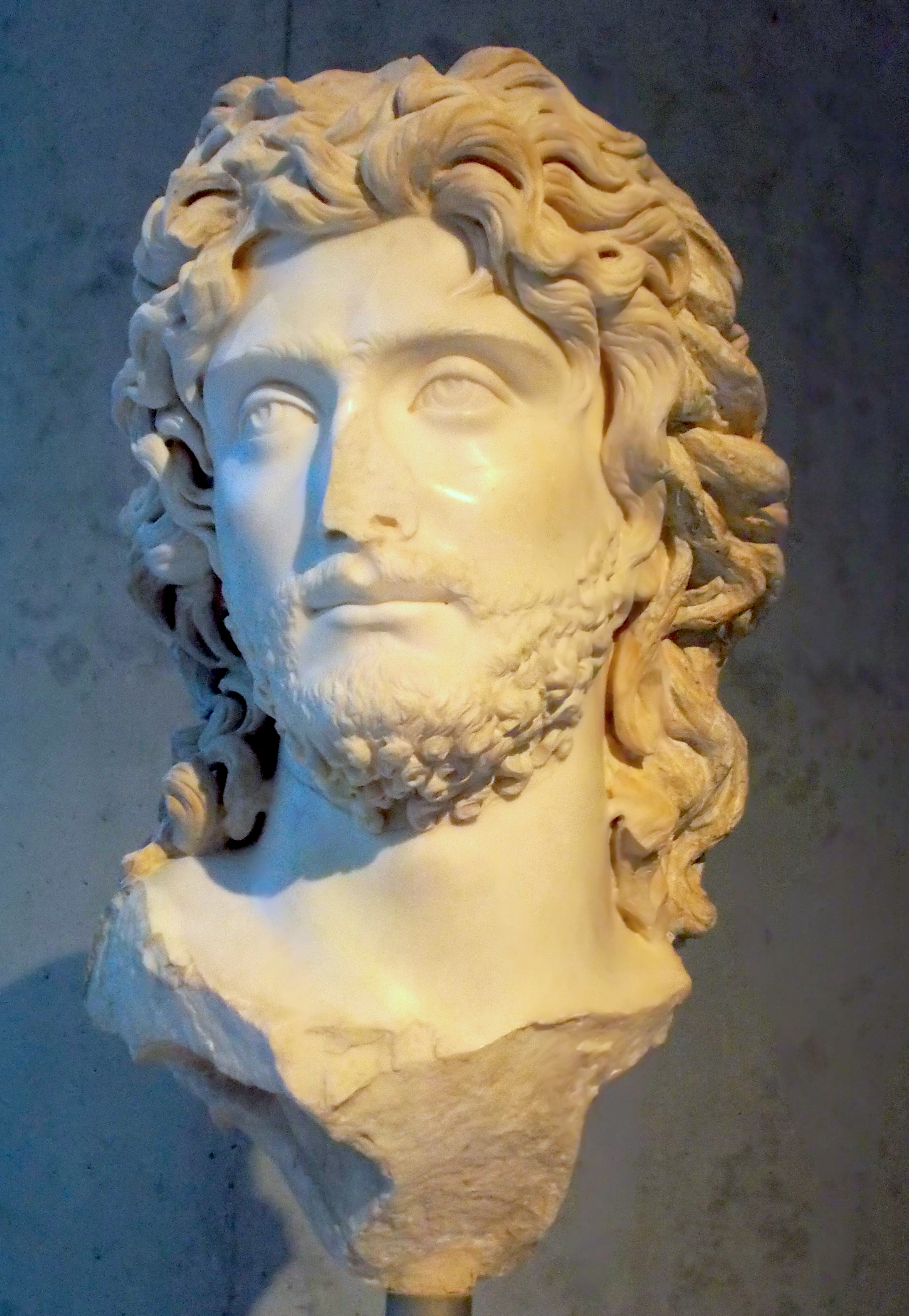
Bust of Tiberius Julius Sauromates II
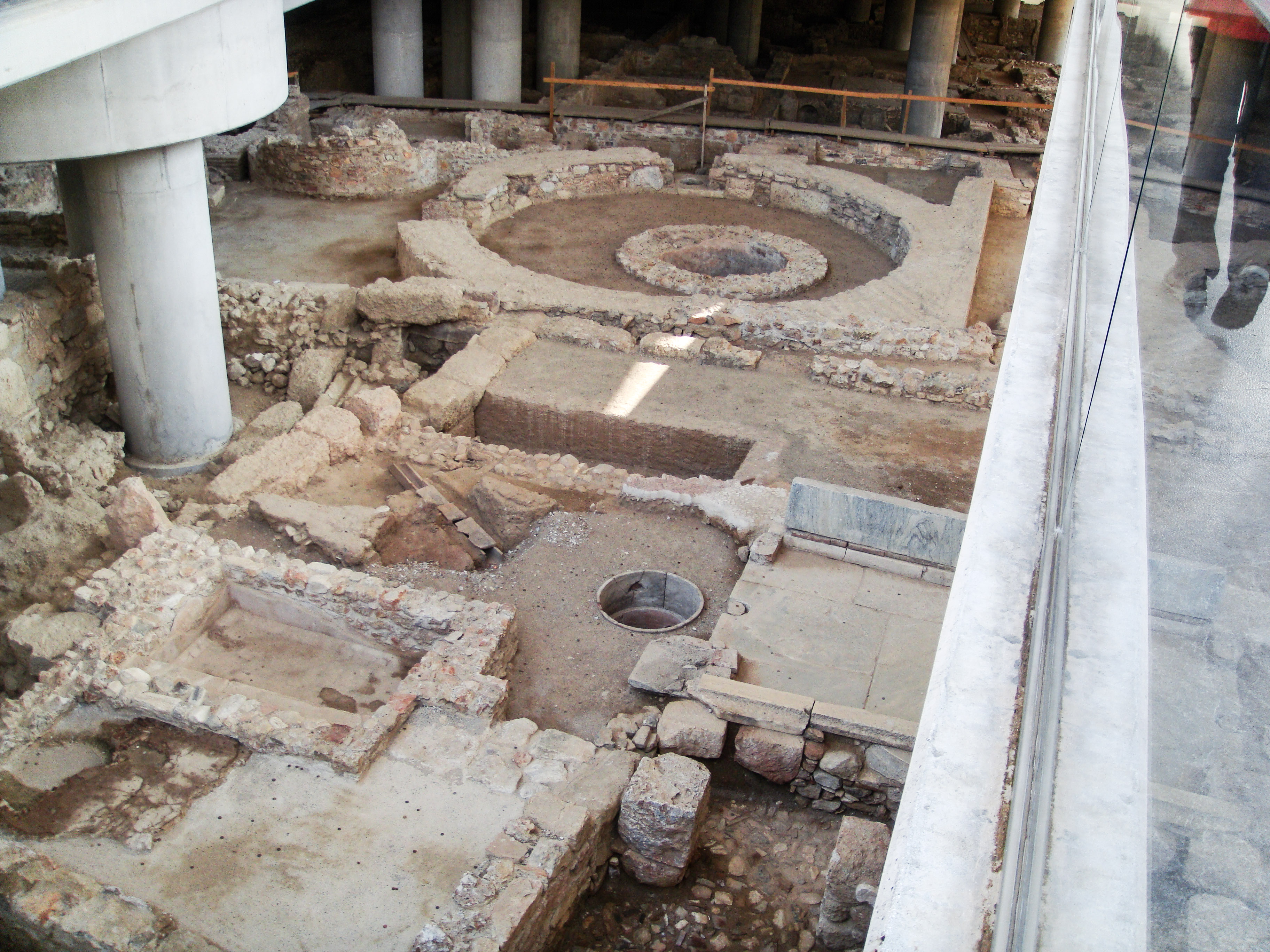
Archaeological site below the main entrance to the museum